# Fotboll Club Gute
O FC Gute é um clube de futebol da Suécia fundado em 1904. Sua sede fica localizada em Visby.